# Festival de Las Condes
El  Festival Internacional de Las Condes, conocido popularmente como Festival de Las Condes, es un certamen musical público organizado por la comuna homónima en Santiago, Chile.
Su primera edición fue el 19 de enero de 2018 y, desde entonces, se realiza anualmente durante ese mes
El festival se realiza cada año en el anfiteatro del Parque Padre Hurtado, un espacio con capacidad para 15 mil personas, y fue transmitido por Canal 13 desde 2018 hasta 2023. En 2024 se transmitió por otro canal, Televisión Nacional de Chile (TVN) y en 2025 por Chilevisión.

## Estructura
Este festival emula la estructura de otros eventos musicales veraniegos como el icónico Festival Internacional de la Canción de Viña del Mar, dividiendo los espectáculos en dos o tres días consecutivos, donde se presentan dos cantantes y/o grupos y un comediante.
Entre los invitados internacionales al festival han estado el cantante colombiano Juanes, el dominicano-estadounidense Prince Royce, el argentino Vicentico, la mexicana Yuri, el dúo cubano Gente de Zona y la chileno-estadounidense Paloma Mami.

## Ediciones y animadores
| #    | Año  | Presentadores                       | Difusión    |      |                                |          |
| ---- | ---- | ----------------------------------- | ----------- | ---- | ------------------------------ | -------- |
| #    | Año  | Presentadores                       | I           | 2018 | Tonka Tomicic y Martín Cárcamo | Canal 13 |
| II   | 2019 | Tonka Tomicic y Francisco Saavedra  |             |      |                                | Canal 13 |
| III  | 2020 | Francisco Saavedra                  |             |      |                                | Canal 13 |
| IV   | 2021 | Tonka Tomicic y Francisco Saavedra  |             |      |                                | Canal 13 |
| V    | 2022 | Ángeles Araya y Sergio Lagos        |             |      |                                | Canal 13 |
| VI   | 2023 | Tonka Tomicic y Francisco Saavedra  |             |      |                                | Canal 13 |
| VII  | 2024 | Ivette Vergara y Gonzalo Fouillioux | TVN         |      |                                |          |
| VIII | 2025 | Diana Bolocco y Cristián Riquelme   | Chilevisión |      |                                |          |

## Galería

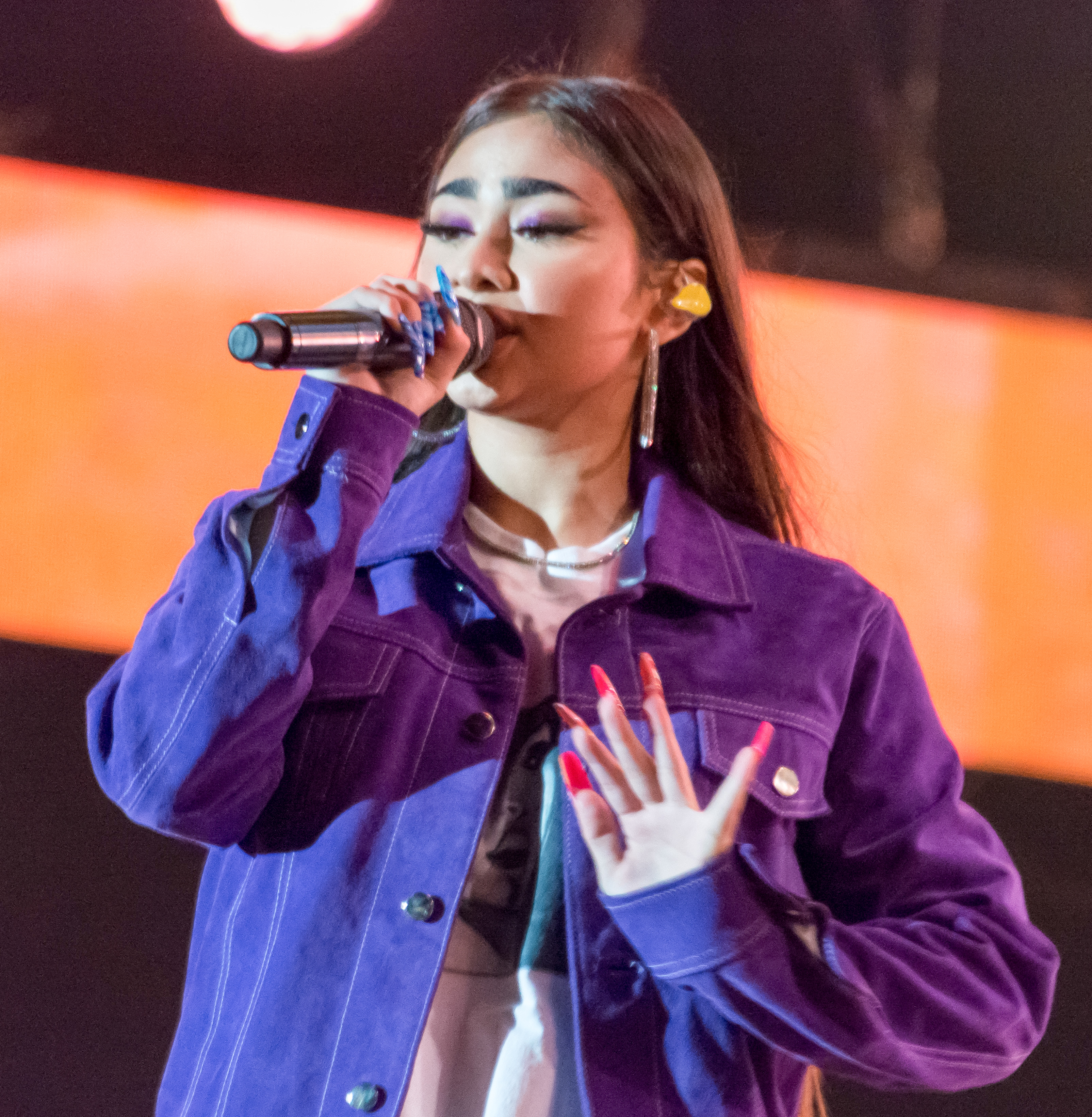
Paloma Mami en Festival de Las Condes 2020
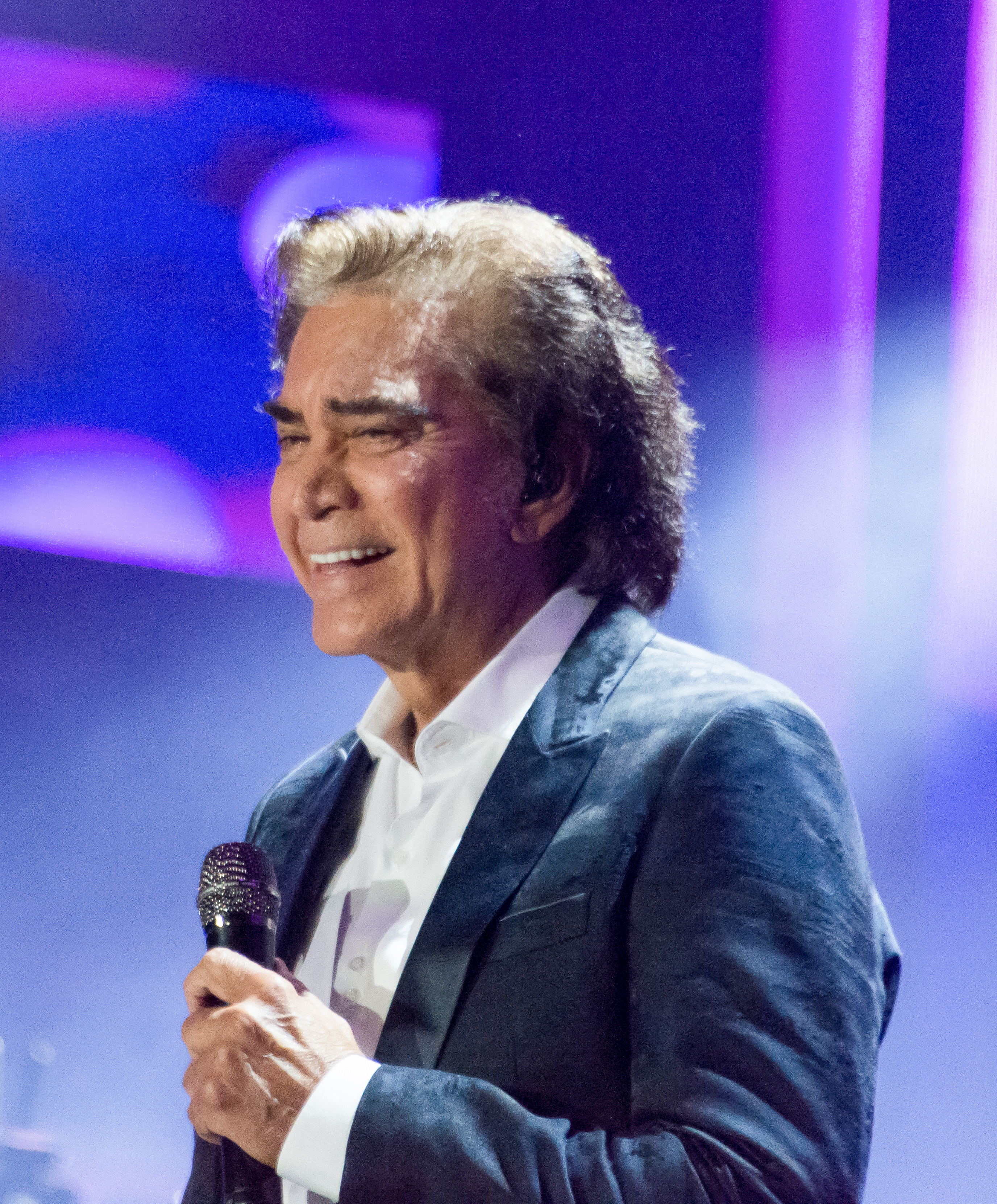
José Luis Rodríguez en Festival de Las Condes 2020
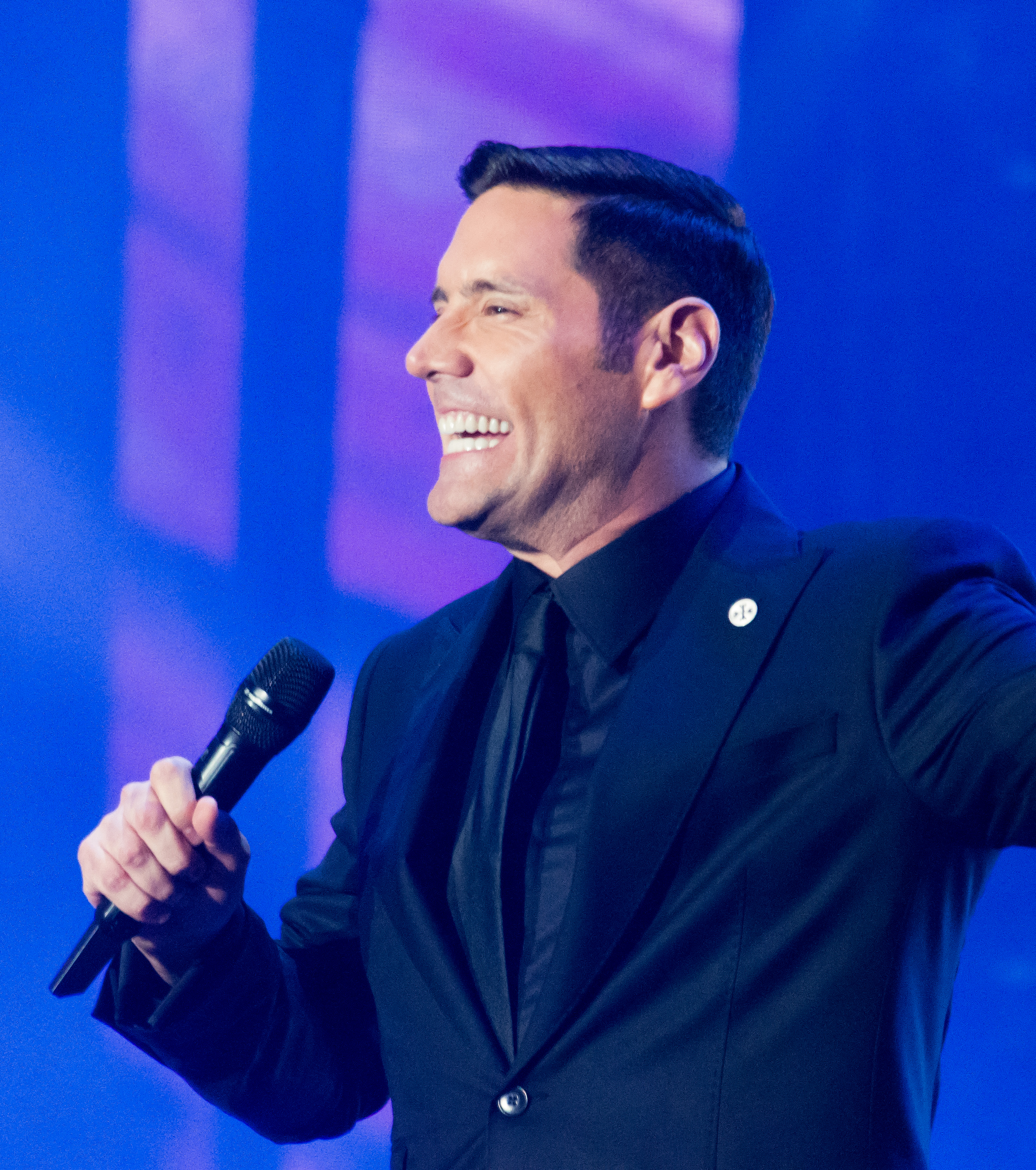
Francisco Saavedra animando el Festival de Las Condes 2020
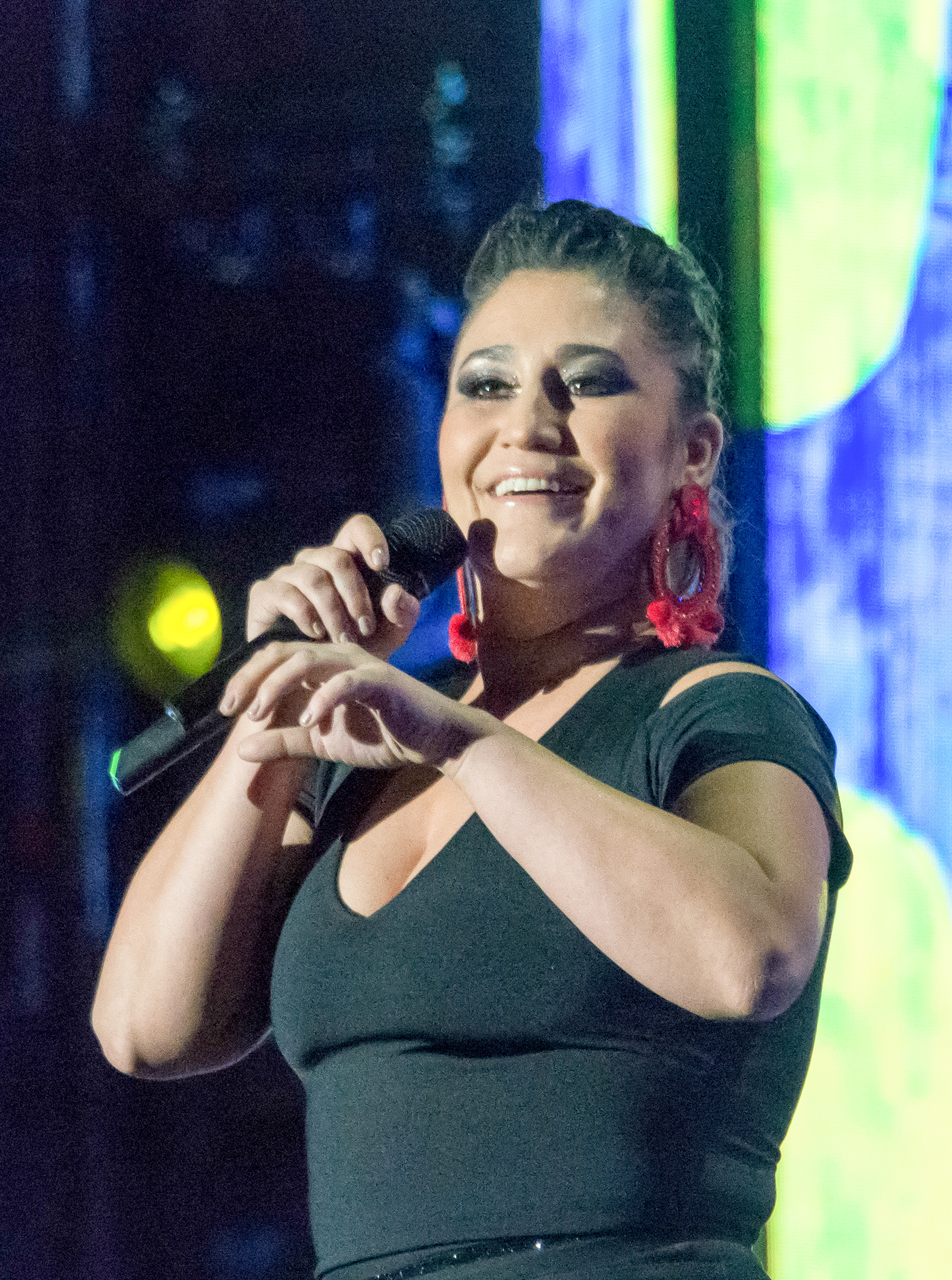
Presentación de Belén Mora en Festival de Las Condes 2020